# Kanton Maignelay-Montigny
Der Kanton Maignelay-Montigny war bis 2015 ein französischer Wahlkreis im Arrondissement Clermont, im Département Oise und in der Region Picardie; sein Hauptort war Maignelay-Montigny. Vertreter im Generalrat des Départements war zuletzt von 1986 bis 2015 Patrice Fontaine. 
Der Kanton Maignelay-Montigny war 155,05 km² groß und hatte (2006) 8581 Einwohner, was einer Bevölkerungsdichte von 55 Einwohnern pro km² entsprach. Er lag im Mittel 103 Meter über Normalnull, zwischen 57 Meter in Wacquemoulin und 150 Meter in Coivrel.

## Geschichte
Der Kanton Maignelay-Montigny hieß bis zum 1. März 1971 Kanton Maignelay. Mit der Zusammenlegung von Maignelay und Montigny zu Maignelay-Montigny war auch die Umbenennung verbunden.

## Gemeinden
Der Kanton bestand aus 20 Gemeinden:
| Gemeinde              | Einwohner Jahr | Fläche km² | Bevölkerungsdichte | Code INSEE | Postleitzahl |
| --------------------- | -------------- | ---------- | ------------------ | ---------- | ------------ |
| Coivrel               | 253 (2013)     | –          | – Einw./km²        | 60158      | 60420        |
| Courcelles-Epayelles  | 198 (2013)     | –          | – Einw./km²        | 60168      | 60420        |
| Crèvecœur-le-Petit    | 127 (2013)     | –          | – Einw./km²        | 60179      | 60420        |
| Domfront              | 332 (2013)     | –          | – Einw./km²        | 60200      | 60420        |
| Dompierre             | 238 (2013)     | –          | – Einw./km²        | 60201      | 60420        |
| Ferrières             | 517 (2013)     | –          | – Einw./km²        | 60232      | 60420        |
| Le Frestoy-Vaux       | 263 (2013)     | –          | – Einw./km²        | 60262      | 60420        |
| Godenvillers          | 197 (2013)     | –          | – Einw./km²        | 60276      | 60420        |
| Léglantiers           | 565 (2013)     | –          | – Einw./km²        | 60357      | 60420        |
| Maignelay-Montigny    | 2.711 (2013)   | –          | – Einw./km²        | 60374      | 60420        |
| Ménévillers           | 110 (2013)     | –          | – Einw./km²        | 60394      | 60420        |
| Méry-la-Bataille      | 618 (2013)     | –          | – Einw./km²        | 60396      | 60420        |
| Montgérain            | 169 (2013)     | –          | – Einw./km²        | 60416      | 60420        |
| Le Ployron            | 113 (2013)     | –          | – Einw./km²        | 60503      | 60420        |
| Royaucourt            | 205 (2013)     | –          | – Einw./km²        | 60556      | 60420        |
| Sains-Morainvillers   | 277 (2013)     | –          | – Einw./km²        | 60564      | 60420        |
| Saint-Martin-aux-Bois | 291 (2013)     | –          | – Einw./km²        | 60585      | 60420        |
| Tricot                | 1.483 (2013)   | –          | – Einw./km²        | 60643      | 60420        |
| Wacquemoulin          | 300 (2013)     | –          | – Einw./km²        | 60698      | 60420        |
| Welles-Pérennes       | 255 (2013)     | –          | – Einw./km²        | 60702      | 60420        |